# Takehiko Fujii
Takehiko Fujii (藤井岳彦 Fujii takehiko?, nac. 13 de julio de 1969), más conocido como Slake, es uno de los artistas más reconocidos desde los inicios de los videojuegos de beatmania y Beatmania IIDX, el cual contribuyó con diversas canciones y sirvió como director de sonido para ambas series (en el caso de Beatmania IIDX, fue desde Beatmania IIDX 9th style hasta Beatmania IIDX 10 style). Takehiko dejó konami en el 2004, sin embargo, ha seguido apareciendo ocasionalmente en juegos Bemani y CD desde entonces.

## Música principal
La lista muestra las canciones que fueron creadas por el mismo autor y también con los artistas que trabajó para su elaboración:

### beatmania
4thMIX
- SODA
- TITLE beatmania - Title track

5thMIX
- HIGHER
- DENIM
- CYCLE

completeMIX 2
- SPARKER
- PARANOiA MAX (FUNKY BLEEP MIX) (Remixed by DEPROGRAM MAN / Original by 190)
- ATTACK THE MUSIC (49 MUSIC MIX) (Remixed by DEPROGRAM MAN / Original by DJ FX)
- DENIM (ELECTRO MIX) (Remixed by DEPROGRAM MAN / Original by SLAKE)
- HELL SCAPER (SLASHING MIX) (Remixed by DEPROGRAM MAN / Original by L.E.D.LIGHT-G)

ClubMIX
- GAME

CORE REMIX
- 2 gorgeous 4U (EMULATE MIX) (Remixed by SLAKE / Original by prophet-31)
- greed eater (DEAL WITH MIX) (Remixed by SLAKE feat.R.C. / Original by The Dust Fathers)
- Acid Bomb (LATINIZE MIX) (Remixed by SLAKE / Original by DJ FX)
- OVERDOSER (FLOTAGE MIX) (Remixed by SLAKE / Original by MIRAK)

6thMIX
- beatmania 6thMIX TITLE
- LAUGHIN
- FUNKY MODELLING (EDIT) (SPARKER)

7thMIX
- WHAT'S NEXT? (SLAKE feat. DAINA NORMAN)
- CALDERA (CALF)
- WATERING
- REFERENCE (SPARKER)

THE FINAL
- CAT MAN (CALF)
- 蝶の羽 (SLAKE feat. ANCTEA)

### beatmania IIDX
beatmania IIDX
- GAMBOL
- 22DUNK

4th style
- I'M FOR REAL (SLAKE feat. JP Miles)

7th style
- CLOUDY MUSIC

8th style
- FLUTE MAN (SPARKER)
- MUSIC TO YOUR HEAD
- 8th style ending

9th style
- ADVANCE
- BREEDING
- BRIGHTNESS DARKNESS (SPARKER)
- LOVE IS DROWING (SLAKE feat.EMIKO)

10th style
- Boundary (SPARKER)
- choo choo train (dnb mix)¿ (SLAKE feat.MIKA)
- LIMITED
- Ready To Rockit Blues

IIDX RED
- BLOCKS (SPARKER)
- BREATH (SPARKER)
- TEXTURE

HAPPY SKY
- GREEN EYES
- SCREAM SQUAD (CALF)

DistorteD
- MINT

GOLD
- SEQUENCE CAT(SLEDLAKE (SLAKE & L.E.D.)、家庭用のみ) - 角田利之L.E.D.

DJ TROOPERS
- REPLAY (家庭用のみ)

### KEYBOARDMANIA
- THE 24TH D (SPARKER)
- Motion (SPARKER)

### Pop'n music
- Sunlight (shinpei)
- 今日は今日でえがったなゃ (とどのすけとめたろう)
- 林檎と蜂蜜 (美味しさ倍増MIX) (APPLEMAN)
- SUMMER TIME (shinpei)
- MARS WAR 3 (JET GIRL SPIN)
- 大見解の新見解 (CALF)
- 魔法的新定義 electro mix (うらら remixed by SLAKE)

### Dance Dance Revolution
- Less Is More (lim's Sculpture)
- STATISTIK (lim's Sculpture)

### Dance ManiaX
- FUNKY MODELLING (SPARKER)

### ee'MALL
- I really love you so (SLAKE feat. MIKA)

Walk It Out
- TIME IN MOTION (lim's Sculpture)

### Otras canciones relacionadas con Bemani
- FUNKY MODELLING (EDIT) (SPARKER)
- Betty Boo remix (Remixed by SLAKE / Original by SENAX)
- MUSIC TO YOUR HEAD (ANOTHER DAY MIX)
- カモミールバスルームREMIX (AWA AWA MIX) (Remixed by SLAKE / Original by 常盤ゆう)
- Back Into The Light (A DAY IN THE LIGHT Mix) (Remixed by SLAKE / Original by Sota Fujimori)
- Ready To Rockit Blues (Meanness Mix)
- Luv 2 Feel Your Body (Decoration Mix) (Remixed by SLAKE / Original by Shoichiro Hirata)
- BRIGHTNESS DARKNESS (WHITELIGHT MIX) (SPARKER)
- lower world (FIND A WAY MIX) (Remixed by SLAKE / Original by D.J.SETUP)
- HYPER BOUNDARY GATE -SLOW FLOW MIX- (Remixed by SLAKE / Original by L.E.D. LIGHT)
- Rise'n Beauty -ELECTRO MIX- (Remixed by SLAKE / Original by Sota Fujimori)
- 天空脳番長危機十六連打 -十六連打無版- (Remixed by SLAKE / Original by D.J.SETUP)
- Film (kors k Feat. Slake)
- find out (SLAKE Remix) (Original by nouvo nude)
- nine seconds (SLAKE Remix) (Original by nouvo nude)
- super highway (SLAKE Remix) (Original by nouvo nude)
- wild I/O (SLAKE Remix) (Original by nouvo nude)
- nouvo nude 60min. SLAKE mix (Original by nouvo nude)